# كلية الطب بجامعة أريزونا
كلية الطب بجامعة أريزونا (بالإنجليزية: University of Arizona College of Medicine)‏ هي إحدى الكليات لتدريس الطب في الولايات المتحدة الأمريكية. تقع في مدينة توكسون في ولاية أريزونا الأمريكية. نوع الشهادة الطبية التي يتم تحصيلها هناك هي دكتور في الطب.